# Rosciano
Rosciano – miejscowość i gmina we Włoszech, w regionie Abruzja, w prowincji Pescara.
Według danych na rok 2004 gminę zamieszkiwały 3093 osoby, 114,6 os./km².